# 大手町 (金沢市)
大手町（おおてまち）は、石川県金沢市の町名。丁目を持たない単独町名であり、全域で住居表示実施済み。

## 地理
国道159号、兼六元町と橋場町の中間に位置している。

## 世帯数と人口
2022年（令和4年）8月1日現在の世帯数と人口は以下のとおりである。
| 町丁   | 世帯数  | 人口  |
| ------ | ------- | ----- |
| 大手町 | 273世帯 | 442人 |

## 小・中学校の学区
市立小・中学校に通う場合、学区は以下のとおりとなる。
| 番・番地等                   | 小学校             | 中学校             |
| ---------------------------- | ------------------ | ------------------ |
| 1番1号、1番2号、1番9号～16番 | 金沢市立兼六小学校 | 金沢市立兼六中学校 |
| 1番3号～1番8号               | 金沢市立中央小学校 | 金沢市立長町中学校 |

## 交通

### 鉄道
町内に鉄道駅はない。

### バス
- 西日本ジェイアールバス　兼六元町バス停
- 金沢ふらっとバス材木ルート　大手町、大手門前、大手堀、白鳥路バス停

### 道路
- 国道159号

## 周辺
- 金沢法務合同庁舎